# 踏歌節会

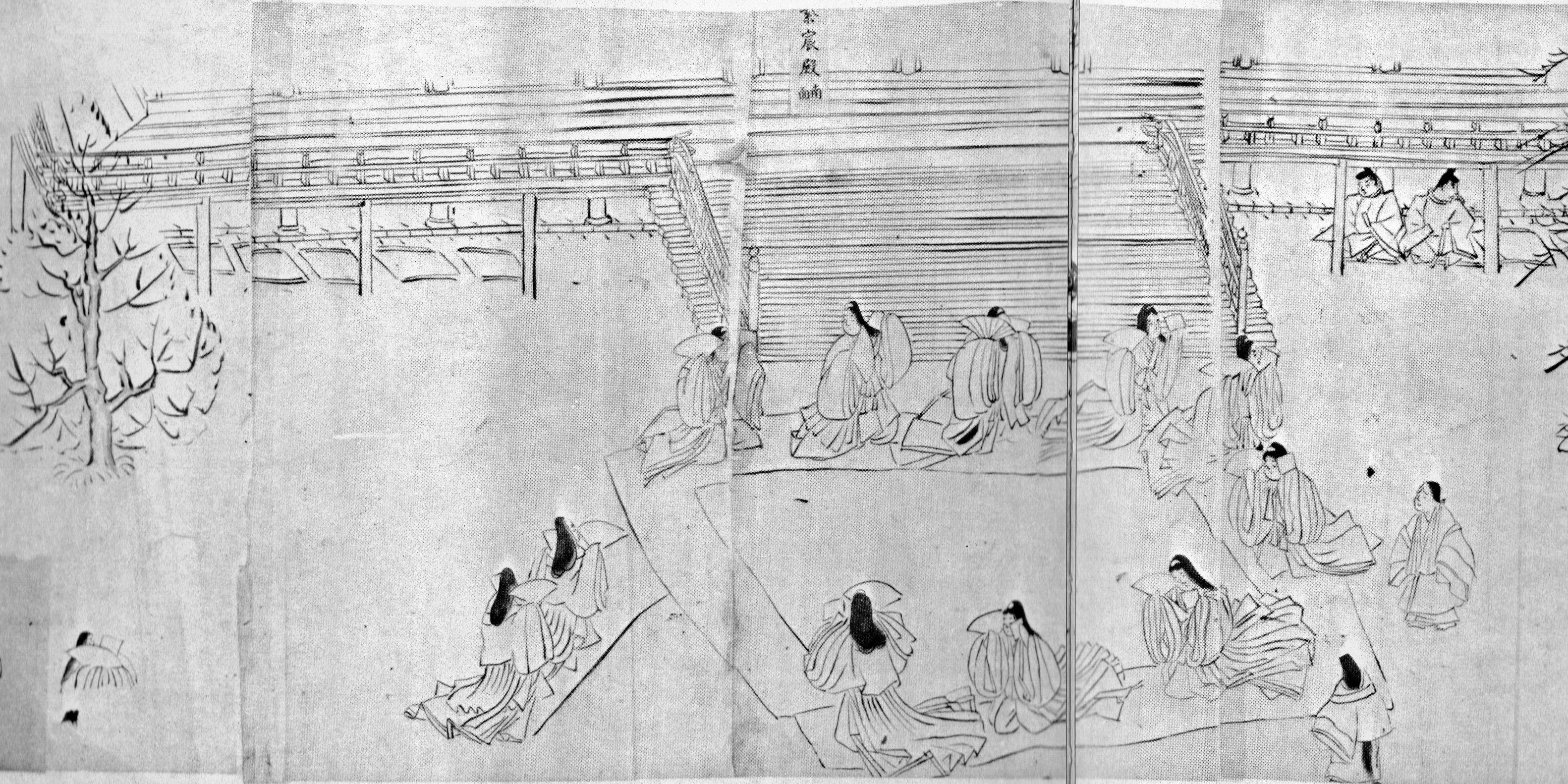
女踏歌（年中行事絵巻）

踏歌節会（とうかのせちえ、旧仮名遣い：たふかのせちゑ）は、宮中で、天皇が踏歌を見る正月の年中行事。踏歌の豊明とも。
五位以上の者を招いて宴も開かれた。男踏歌（おとことうか）と女踏歌（おんなとうか）に分かれ、男踏歌は正月14日または15日に、女踏歌は16日に行われる。なお、節会（宮中の公式の宴会）で行われたのは女踏歌であり、女踏歌が中世以降形式化しつつ続いたのは節会の式次第上必須だからである。

## 概要
元来は唐の風習であり、上元節（一月十五夜）に行われたため、日本でもおおむね一月中旬に行われている。
日本での踏歌の史料初見は、『日本書紀』の持統天皇7年正月16日記事の「漢人等奏踏歌」である。
『続日本紀』の742年（天平14年）1月16日の記事に少年童女が踏歌を行ったとあるから、この頃までには広まっていたものと考えられる。
光孝天皇の代まで、ほぼ毎年1月16日に女踏歌が行われた。889年（寛平元年）に男踏歌が1月14日におこなわれてから、多くは1月14日に男踏歌が行われたが、955年（天暦9年）に一時、踏歌は中止される。
冷泉天皇の代から再び行われるようになったが、983年（永観元年）1月14日に行われた踏歌を最後に男踏歌は中止され、女踏歌だけが毎年行われるようになった。その間にも、1012年（長和元年）から約10年間（寛仁年間）までは女踏歌も中絶した。
その後、1519年（永正16年）以後、乱世が続くに及んで女踏歌も衰退し、江戸時代には、著しく形式化した。ただし16日の節会自体は室町後期以後元日節会・1月7日の白馬節会とともに断続的に行われ、江戸時代に入ると原則として正月三節会は行われるようになった。そして女踏歌についても『在京随筆』(仁木充長　享保七年)の五月三日条に「持明院三位説」として
「一、踏歌節會ノトキ舞妓、新大夫ト大典侍ノ侍女ト二人出ル事也。差障アレハ舞妓一人モ出ル事也。右件々持三御物語承之。　　」
と記されるように、女官の下女が舞妓(ぶぎ。舞姫のこと)として2人ないし1人で奉仕したのである。近世の儀式を描いた『公事録附図』によれば、平安時代同様紫宸殿の南庭に筵を丸く敷いてそこを二人の舞姫が扇をかざして歩いている。ただし振付等の記録もなく、舞というべき実態を持っていたかどうかは疑問であり、筵の上を扇で顔を隠した裳唐衣(十二単)姿の舞姫が歩いただけと考えられる。
現在では1月11日に熱田神宮で踏歌神事が行われているが、これは平安中期に廃絶した男踏歌の形式をよく伝えるものである。熱田神宮には鎌倉時代の資料が現存し、そのころには行われていたことがわかる。古くは石清水八幡宮でも行われており(天皇の行幸に伴う男踏歌が『日本紀略』に見え、また中世には神社の主催で行われるようになっていた)、伊勢の斎宮に関連する施設である離宮院でも一月十五日に踏歌があった(『神宮雑例集』)ことから推測すると、神社から神社へと波及したものと思われる。

### 男踏歌
男踏歌は、正月14日または15日に行われる。14日、天皇は清涼殿東孫廂南第四間に出御し、内蔵寮は被綿を、作物所は綿花日杖をそれぞれ奉る。王卿を召して。多くは長橋に円座を敷き参席する。御厨子所は御料の酒肴を供して、内蔵寮は王卿にこれをたまう。踏歌の舞人は右近陣前庭から楽を奏しつつ仙華門をはいって庭前にすすみ、三度周旋ののち御前にいたり、祝詞を奏上し、「竹河」を奏する。この儀が終わって、舞人らは東面南階から上る。内侍2人が左右から被綿をわかち、和琴を弾くもの以下に、六位蔵人が御簾中からこれを伝取し、庭中でこれを被（かづ）く。「我家」を奏し、北廊の戸から退出する。『源氏物語』では玉鬘・竹河帖に描写がある。

### 女踏歌
女踏歌は、正月16日に行われる。天皇は南殿に出御し、王卿以下群臣を召し、酒饌をたまわるのは元日節会とおなじで、一献はてて、国栖歌笛を奏し、二献三献にして舞妓が40人参入し、校書殿南端に当たって東面して立ち、舞妓はさらに殿西から分かれて進み、校書殿南端から東折し、馳道を中にして分かれて南に進み、さらに北環する大輪をえがいて廻る。右廻一匝にしてまた左右にわかれて南行し、さらに内から北行して校書殿東庭にとどまり、東面して立って歌曲をうたい、終わって退出する。饗宴が終わって、舞妓は中宮に参入し、饗禄を給うと「西宮記」「江家次第」その他に詳しい。また、平安前期の『凌雲集』の「奉和観佳人蹋歌御製」(小野岑守作)に女踏歌の舞姫の様子を「無量無数華庭に満つ　心矯しく胆小さくして蹋歩を羞らひ」と詠んでいてその華やかな様子がしのばれ、『年中行事絵巻』模本には平安末期の踏歌節会が描かれている。

### 踏歌詞
踏歌は元来中国から来た芸能であったため、漢文の詞章に合わせて行われた。平安前期の毎年の男踏歌・女踏歌詞は『朝野群載』に記載され、また平安京遷都直後の特例は『日本紀略』に見られる。
ただし男踏歌では和語の歌謡である催馬楽もあわせて歌われ、また「言吹」という祝詞も行われた。これらの催馬楽と「言吹」は熱田大社の踏歌神事に伝習されている。